# Peter Christian Schierbeck
Peter Christian Schierbeck (født 31. marts 1835 i København, død 8. oktober 1865 i Rom) var en dansk billedhugger.
Schierbeck modelerede under medaljør Peter Petersen, senere under H.V. Bissen, og tegnede på Kunstakademiet. På udstillingen debuterede han 1859 med en springvandsfigur, Dreng med hyldesprøjte; 1860 gruppen Badende drenge, senere udført i marmor for Kunstmuseet; 1861 relieffet Vale, som vender tilbage til Asgård efter at have dræbt Hødur, samt gruppen Patrokles hjælper den sårede Euripylos, der indbragte kunstneren den mindre guldmedalje. I 1863 fik Schierbeck Akademiets rejsestipendium og drog til Rom, men næppe 2 år efter døde han af lungetuberkulose, inden han havde nået at få sin gruppe En fisker, som trækker sit garn i land, får hjælp af sin lille søn færdig.